# Lindi természetvédelmi terület
A Lindi természetvédelmi terület (észtül: Lindi looduskaitseala) védett terület Észtország délnyugati részén, Pärnu megyében, a Pärnui-öböl partján, Lindi falu mellett. A természetvédelmi területet az Audru vidéki önkormányzathoz tartozó hét külön terület alkotja. Teljes területe 1100,8 hektár.
Központi, legnagyobb része a gyógynövényekben gazdag, nagyrészt erdővel fedett Lindi láp, amely 1958 óta védett. A védelmet 1981-ben, majd 1999-ben további területekre terjesztették ki. Gazdag a madárvilága, melyet főleg a mocsarak és a közeli tenger jellemző madarai (fekete gólya, rétisas, békászó sas, füles vöcsök, pettyes cankó) alkotnak.